# Metabraxas rubrotincta
Metabraxas rubrotincta är en fjärilsart som beskrevs av Inoue 1986. Metabraxas rubrotincta ingår i släktet Metabraxas och familjen mätare. Inga underarter finns listade i Catalogue of Life.